# Saldula pallipes
Saldula pallipes är en insektsart som först beskrevs av Fabricius 1794.  Saldula pallipes ingår i släktet Saldula och familjen strandskinnbaggar. Arten är reproducerande i Sverige.

## Underarter
Arten delas in i följande underarter:
- S. p. pallipes
- S. p. dimidiata